# Елк Парк (Северна Каролина)
Елк Парк (енгл. Elk Park) град је у америчкој савезној држави Северна Каролина.

## Демографија
По попису из 2010. године број становника је 452, што је 7 (-1,5%) становника мање него 2000. године.
| Група             | 2000.       | 2010.       |
| Белци             | 446 (97,2%) | 405 (89,6%) |
| Афроамериканци    | 0 (0,0%)    | 1 (0,2%)    |
| Азијати           | 0 (0,0%)    | 0 (0,0%)    |
| Хиспаноамериканци | 11 (2,4%)   | 40 (8,8%)   |
| Укупно            | 459         | 452         |